# Deinonychus
Deinonychus (lat. "Užasna pandža") je bio dinosaur mesožder iz perioda rane krede. Dobio je naziv po pandži poput srpa na drugom prstu noge. Opisana je jedna vrsta, Deinonychus antirrhopus.

## Opis
Deinonychus je, po najvećim poznatim primjercima, mogao biti dug do 3,4 m, s najvećom duljinom lubanje od 410 mm, visinom u kuku od 0,87 m, a mogao je težiti najviše 73 kg. U snažnim čeljustima je imao oko 60 oštrih zakrivljenih zuba. Ostrom je rekonstruirao loše očuvane lubanje koje je imao, kao široke, trokutaste i vrlo slične Allosaurusovoj glavi. Kasnije su pronađeni bolje očuvani trodimenzionalni fosili lubanje Deinonychusa i sličnih vrsta koji pokazuju da je nepce bilo više zasvođeno nego što je Ostrom mislio, zbog čega je njuška bila mnogo uža, a i jagodične kosti su bile široke, pa je tako Deinonychus imao dobar stereoskopski vid. Lubanja Deinonychusa je bila drugačija od Velociraptorove u tome što je imala glomazniji krov lubanje kao kod Dromaeosaurusa i nije imala pritisnute nosnice. I u lubanji i u donjoj čeljusti su postojali otvori koji su lubanju činili lakšom. U Deinonychusa, antorbiatlni otvori (otvor u lubanji između očiju i nosnica) su bili prilično veliki.
Kao i kod svih dromeosaura, Deinonychus je imao velike ruke s po tri pandže. Prvi prst je bio najkraći, a drugi je bio najduži. Na zadnjim nogama je na drugom nožnom prstu imao pandžu poput srpa, koju je vjerojatno koristio u lovu.
Nikada nije bila pronađena veza između perja i fosila Deinonychusa, ali ipak, dokazi ukazuju na to da su Dromaeosauridae, uključujući i Deinonychusa, imali perje. Rod Microraptor je i stariji geološki i primitivniji filogenetski od Deinonychusa, a uz to su u istoj porodici. Na više fosila Microraptora su ostala očuvana pera na rukama, nogama i repu, zajedno s pokrivnim i konturnim perima. Velociraptor je geološki mlađi od Deinonychusa, ali je još srodniji. Na jednom primjerku Velociraptora su pronađena badrljca na ulni, a ona su direktan pokazatelj prisutnosti perja.

## Razmnožavanje
Pronađeno je nekoliko ostataka jaja Deinonychusa, ali su bila u previše lošem stanju da bi se procijenila veličina. Smatra se da je Deinonychus snosio jaja koja su imala dijametar od 7 cm, što je procjenjeno širinom pelvisa kroz koji bi jaja morala proći. Veličina njegovih jaja je slična veličini jaja Citipatija, koja su imala dijametar od 7,2 cm. Uz to, ova dva dinosaura su bila slične veličine, a ljuske jaja su bile skoro isto debele. Budući da je debljina ljuske povezana s obujmom jaja, to dokazuje da su jaja ova dva dinosaura bila skoro iste veličine.

## Drugi projekti
|  | Zajednički poslužitelj ima još gradiva o temi Dainonychus |
|  | Wikivrste imaju podatke o taksonu Deinonychus             |